# Lincoln County (Colorado)
Das Lincoln County ist ein County im Bundesstaat Colorado der Vereinigten Staaten. Der Verwaltungssitz (County Seat) ist Hugo. Das County ist benannt nach dem ehemaligen Präsidenten Abraham Lincoln.

## Geographie
Das County liegt im Osten von Colorado und hat eine Fläche von 6699 Quadratkilometern, wovon 1 Quadratkilometer Wasserfläche ist.

## Demografische Daten
Nach der Volkszählung im Jahr 2000 lebten im County 6087 Menschen. Es gab 2058 Haushalte und 1389 Familien. Die Bevölkerungsdichte betrug 1 Einwohner pro Quadratkilometer. Ethnisch betrachtet setzte sich die Bevölkerung zusammen aus 86,30 Prozent Weißen, 4,96 Prozent Afroamerikanern, 0,94 Prozent amerikanischen Ureinwohnern, 0,56 Prozent Asiaten, 0,03 Prozent Bewohnern aus dem pazifischen Inselraum und 5,65 Prozent aus anderen ethnischen Gruppen; 1,56 Prozent stammten von zwei oder mehr Ethnien ab. 8,53 Prozent der Gesamtbevölkerung waren spanischer oder lateinamerikanischer Abstammung.
Von den 2058 Haushalten hatten 33,7 Prozent Kinder und Jugendliche unter 18 Jahre, die bei ihnen lebten. 55,3 Prozent waren verheiratete, zusammenlebende Paare, 8,4 Prozent waren allein erziehende Mütter. 32,5 Prozent waren keine Familien. 29,0 Prozent waren Singlehaushalte und in 13,0 Prozent lebten Menschen im Alter von 65 Jahren oder darüber. Die Durchschnittshaushaltsgröße betrug 2,44 und die durchschnittliche Familiengröße lag bei 3,04 Personen.
Auf das gesamte County bezogen setzte sich die Bevölkerung zusammen aus 23,9 Prozent Einwohnern unter 18 Jahren, 7,1 Prozent zwischen 18 und 24 Jahren, 33,0 Prozent zwischen 25 und 44 Jahren, 21,8 Prozent zwischen 45 und 64 Jahren und 14,3 Prozent waren 65 Jahre alt oder darüber. Das Durchschnittsalter betrug 38 Jahre. Auf 100 weibliche Personen kamen 130,9 männliche Personen, auf 100 Frauen im Alter ab 18 Jahren kamen statistisch 140,7 Männer.
Das jährliche Durchschnittseinkommen eines Haushalts betrug 31.914 USD, das Durchschnittseinkommen der Familien betrug 39.738 USD. Männer hatten ein Durchschnittseinkommen von 25.742 USD, Frauen 22.188 USD. Das Prokopfeinkommen betrug 15.510 USD. 11,7 Prozent der Bevölkerung und 8,1 Prozent der Familien lebten unterhalb der Armutsgrenze. Darunter waren 14,4 Prozent der Bevölkerung unter 18 Jahren und 11,5 Prozent der Einwohner ab 65 Jahren.

## Sehenswürdigkeiten

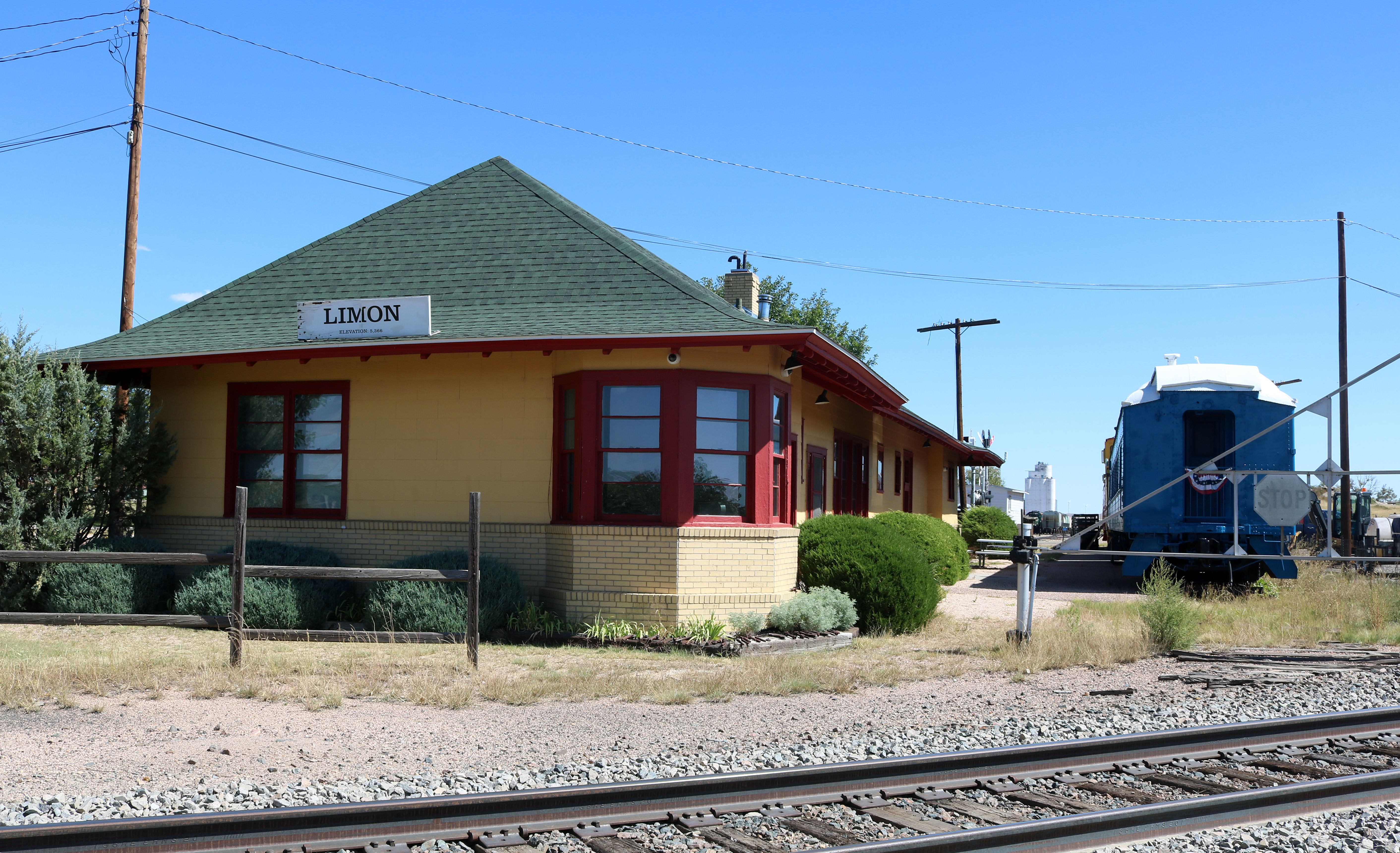
Limon Railroad Depot (2019). Dieses Gebäude diente ab dem späten 19. Jahrhundert bis in die 1980er Jahre als Bahnhof der Union Pacific und Chicago, Rock Island and Pacific Railroad. Im Februar 2003 wurde das Bauwerk als erstes Objekt des County im NRHP eingetragen.

Drei Bauwerke und Konstruktionen im Lincoln County sind im National Register of Historic Places („Nationales Verzeichnis historischer Orte“; NRHP) eingetragen (Stand 12. September 2022), das  Limon Railroad Depot, der Hugo Municipal Pool und die Rock Island Snow Plow No. 95580.

## Orte im Lincoln County
- Arriba
- Bovina
- Boyero
- Clifford
- Genoa
- Hugo
- Karval
- Limon
- Shaw